# Gefecht bei Liebertwolkwitz
Frühjahrsfeldzug 1813
Lüneburg – Möckern – Halle – Großgörschen – Gersdorf – Bautzen – Reichenbach – Nettelnburg – Haynau – Halberstadt – Luckau
Herbstfeldzug 1813

Großbeeren – Katzbach – Dresden – Hagelberg – Kulm – Dennewitz – Göhrde – Altenburg – Wittenberg – Wartenburg – Liebertwolkwitz – Leipzig – Torgau – Hanau – Hochheim – Danzig
Winterfeldzug 1814

Épinal – Colombey – Brienne – La Rothière – Champaubert – Montmirail – Château-Thierry – Vauchamps – Mormant – Montereau – Bar-sur-Aube – Soissons – Craonne – Laon – Reims – Arcis-sur-Aube – Fère-Champenoise – Saint-Dizier – Claye –  Paris
Sommerfeldzug von 1815

Quatre-Bras – Ligny – Waterloo – Wavre – Paris

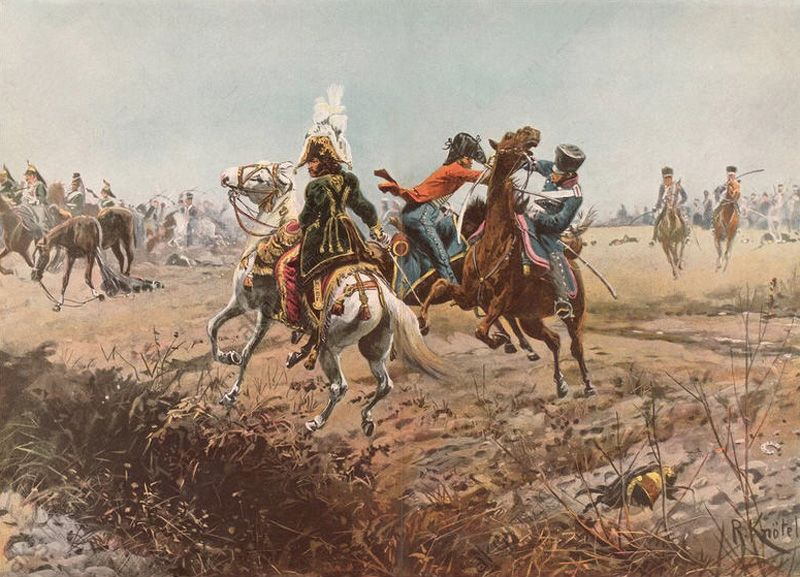
Reitergefecht bei Liebertwolkwitz. Marschall Murat (im Vordergrund) entgeht der Gefangennahme. Gemälde von Richard Knötel

Das Gefecht bei Liebertwolkwitz, auch Kavalleriegefecht bei Liebertwolkwitz oder Kavalleriegefecht bei Güldengossa genannt, war eine militärische Auseinandersetzung zwischen Truppen der Sechsten Koalition und Einheiten der Grande Armée Napoleons im Süden von Leipzig am 14. Oktober 1813, zwei Tage vor Beginn der entscheidenden Völkerschlacht bei Leipzig.

## Vorgeschichte
Die Streitkräfte der Verbündeten hatten den Armeen Napoleons im Herbstfeldzug 1813 bereits empfindliche Niederlagen zugefügt und dem französischen Feldherrn nur wenig Raum zur Initiative gelassen. Im Oktober hatte Napoleon vergebens versucht, die schlesische Armee unter Blücher, die seit dem Sieg bei Wartenburg am 3. Oktober die Elbe überschritten hatte, zur Schlacht zu stellen. Blücher war mit seinen Kräften geschickt Richtung Halle ausgewichen und gab somit der alliierten Hauptarmee unter Schwarzenberg Gelegenheit, aus dem sächsisch-böhmischen Grenzraum nach Nordwesten zu marschieren. Napoleon hatte etwa 50.000 Mann unter dem Kommando Murats abkommandiert, die anfangs zwischen Leipzig und dem Erzgebirge lagen und sich mit dem Vormarsch der Hauptarmee immer weiter Richtung Leipzig zurückzogen. Murat hatte Napoleon wiederholt um Unterstützung gegen Schwarzenberg gebeten, was dieser schließlich am 13. Oktober billigte. Er glaubte Blücher in ausreichender Entfernung, um genug Zeit zu haben, die Hauptarmee schlagen zu können. Von Düben aus marschierte Napoleon nach Süden. Murat hatte seine Stellung inzwischen auf eine Linie nur wenige Kilometer südlich von Leipzig zurückgenommen. Die Vorhut der Verbündeten stand ihm bereits in der Nacht zum 14. direkt gegenüber.

## Schlachtverlauf
Schwarzenberg befahl von seinem Hauptquartier in Altenburg aus für den Morgen des 14. Oktober eine gewaltsame Aufklärung. Die Vorhut der noch im Anmarsch befindlichen Hauptarmee sollte die Stellungen der Franzosen südlich von Leipzig erkunden und nach Möglichkeit den Feind weiter zurückwerfen. Unter dem Kommando von General Wittgenstein sollten 3000 Mann russischer Kavallerie die Aufklärung betreiben. Ihm unterstanden weiterhin die beiden Infanteriekorps unter Eugen von Württemberg und Gortschakow, das Kavalleriekorps Pahlen sowie die Korps Klenau und Kleist, zu dem auch die Reservekavallerie unter Röder gehörte.
Den Verbündeten standen etwa 50.000 Mann gegenüber. Das Korps Poniatowski lag mit 6000 Mann in Connewitz, Lößnig, Dölitz und Markkleeberg. Das II. Korps unter dem Kommando von Victor stand mit 15.000 Mann in Wachau und das V. Korps mit 12.700 Mann unter Lauriston in Liebertwolkwitz. Die Reserve bestand aus dem IX. Korps Augereau mit 10.000 Mann in Thonberg, einer Division Junger Garde, insgesamt 4000 Mann Kavallerie der Divisionen Milhaud, Berkheim und L’Heritier sowie 2000 polnischen Reitern.
Das Gefecht begann ab 9 Uhr. Murat führte zu Beginn das Kommando von der „Napoleonlinde“ im Garten des Rittergutes Wachau aus. Die Vorstöße der Verbündeten begannen auf dem rechten Flügel mit dem Angriff auf das nur noch schwach verteidigte Großpösna durch das Korps Klenau. Die Angriffe auf Liebertwolkwitz wurden in den ersten Stunden nur unzureichend durchgeführt. Erst gegen 11 Uhr sahen sich die Franzosen in ihrer Flanke bedroht, als die Division Maison in Seifertshein, Holzhausen und am Kolmberg östlich von Liebertwolkwitz von den Österreichern umfasst wurde. Zwischen 11:30 Uhr und 12:30 Uhr konnte Klenau Liebertwolkwitz erobern, verlor es aber durch einen Gegenangriff Murats wenig später und gewann es um 14 Uhr wieder. Die Franzosen eroberten das Dorf erneut, mussten es nach einer kurzzeitigen Bedrohung durch russische Kavallerie in ihrem Rücken aufgeben und hielten es endgültig ab 18 Uhr, während Klenau sich nach Großpösna zurückzog.
Kleist griff ab 10 Uhr mit mehreren preußischen Kavallerieregimentern das südlichere Güldengossa an. Parallel dazu ging Röder mit seinen Einheiten sowohl auf Wachau als auch Markkleeberg vor. Der Angriff auf Güldengossa und Wachau wurde ab der Mittagszeit auch durch das Korps Eugen von Württemberg unterstützt, das zwischen beiden Dörfern in Stellung ging. Die Eroberung beider Dörfer wurde jedoch durch die zahlreichen französischen Einheiten verhindert, die sich in der Schäferei Auenhain verschanzt hatten, welche, am Rande Güldengossas liegend, aus massiven Backsteingebäuden bestand. Eine Kanonade durch verbündete Artillerie auf dem Wachtberg bei Güldengossa und französische Artillerie, welche auf dem Galgenberg zwischen Wachau und Liebertwolkwitz stand, gab den Anlass für weitere gegenseitige Kavallerieangriffe, die beide Seiten so erschöpften, dass ab 12 Uhr der Kampf vorerst eingestellt wurde. Gegen 13 Uhr führte Murat einen Angriff mit etwa 5000 Reitern gegen das Zentrum der Verbündeten, die etwa die gleiche Anzahl an Kavallerie einsetzten. Dabei entging Murat nur knapp der Gefangennahme. Gegen 14 Uhr brachen auf beiden Flanken des französischen Zentrums preußische und russische Reiter durch und verfolgten die Franzosen bis Wachau, wo sie massivem Geschützfeuer weichen mussten. Genauso scheiterten Murats Gegenangriffe an preußischer Artillerie auf dem Wachtberg. Zeitweise befanden sich bei diesen Gefechten bis zu 14.000 Reiter auf dem Schlachtfeld. Ab 17 Uhr wurden die Kämpfe im Zentrum eingestellt.
Den russischen und preußischen Einheiten unter Pahlen und Röder gelang es auf dem linken Flügel trotz großer Anstrengungen nicht, die Polen aus ihren Stellungen zu vertreiben. Die Ausbruchsversuche Poniatowskis aus Markkleeberg scheiterten jedoch ebenso blutig.
Wegen des starken Widerstandes der Verteidiger hatten die Verbündeten zahlreiche weitere Einheiten aus dem Süden auf das Schlachtfeld beordert, bis ab dem späten Nachmittag etwa 60.000 Mann Murat gegenüberstanden. Trotzdem befahl Schwarzenberg den Abbruch des Gefechts.

## Ergebnis
Durch den Abbruch der Angriffe und das Zurückweichen beider Seiten auf die jeweiligen Ausgangsstellungen vom Vormittag kann der Ausgang als unentschieden gewertet werden. Murat konnte insofern einen taktischen Sieg davontragen, als er die Angriffe der Verbündeten und ihren Vormarsch auf Leipzig so lange verzögerte, bis Napoleon bis zum 16. Oktober die Hauptkräfte der Armee in den Süden Leipzigs verlegen konnte. Die Verbündeten zogen in den folgenden Tagen ebenso den Großteil der Hauptarmee heran. Die Verbündeten errangen insofern einen strategischen Sieg, da sie der bereits kaum auf Sollstärke befindlichen Kavallerie Napoleons weitere Verluste zufügten, was in den folgenden Tagen eine erhebliche Schwächung auf französischer Seite bedeutete. Die eigenen Verluste wogen bei den Verbündeten hingegen nicht so schwer. Die Stellungen beider Seiten blieben unverändert und wurden am 16. Oktober erneut heftig umkämpft. Die meisten Schlüsselpositionen und Dörfer wurden von den Franzosen erst am 18. Oktober geräumt.